# Бондурант (Ајова)
Бондурант (енгл. Bondurant) град је у америчкој савезној држави Ајова. По попису становништва из 2010. у њему је живело 3.860 становника.

## Демографија
Према попису становништва из 2010. у граду је живело 3.860 становника, што је 2.014 (109.1%) становника више него 2000. године.
| Група             | 2000.         | 2010.         |
| Белци             | 1.807 (97,9%) | 3.682 (95,4%) |
| Афроамериканци    | 0 (0,0%)      | 22 (0,6%)     |
| Азијати           | 3 (0,2%)      | 31 (0,8%)     |
| Хиспаноамериканци | 16 (0,9%)     | 66 (1,7%)     |
| Укупно            | 1.846         | 3.860         |